# Commencement Day

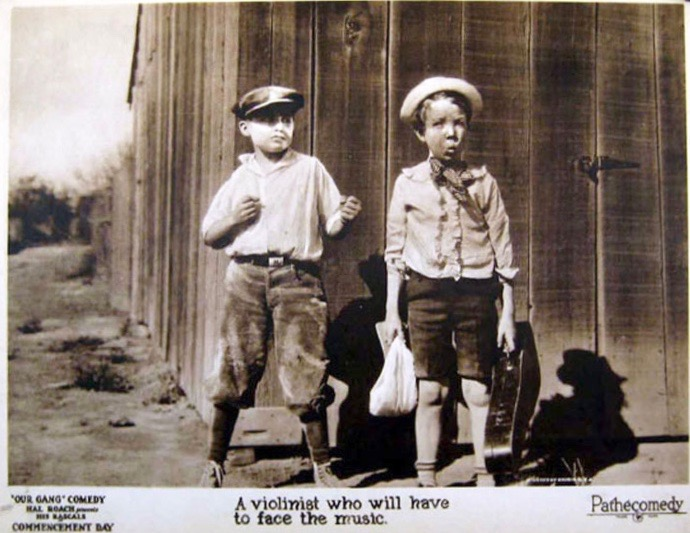
L'affiche de The Commencement Day.

Commencement Day est un film muet américain de Robert F. McGowan, de la série Les Petites Canailles, sorti en 1924.

## Fiche technique
- Réalisation : Robert F. McGowan
- Production : Hal Roach
- Genre : Comédie
- Pays de production :  États-Unis
- Langue : anglais
- Format : noir et blanc - Muet
- Date de sortie : 
  - États-Unis : 4 mai 1924

## Distribution
- Joe Cobb : Joe
- Jackie Condon : Jackie
- Mickey Daniels : Mickey